# Цетински Октоих
Цетинският Октоих (на сръбски: Цетињски октоих) е първата кирилска печатна книга в Югоизточна Европа. Излязла е от печат на 4 януари 1494 г.
Октоихът е с размери 254 × 186 mm и съдържа 269 листа (538 страници). Отпечатан на хартия с мастила от два цвята (черно и червено). Украсени инициали и двуглавия византийски имперски орел на Църноевичи с инициал П. „Октоихът“ е отпечатан от седем монаси под надзора на йеромонах Макарий в печатницата на Църноевич.
Днес са запазени 105 екземпляра от него.